# Sankt Matteus kyrka, Stockholm
För andra betydelser, se Matteus kyrka.
Sankt Matteus kyrka är församlingskyrka i Sankt Matteus församling i Stockholms stift. Den är belägen i Vasastan i centrala Stockholm. Kyrkan uppfördes efter arkitekten Erik Lallerstedts ritningar i korsningen Vanadisvägen och Dalagatan åren 1901–03 som ett kapell i dåvarande Adolf Fredriks församling.

## Historia
Adolf Fredriks församling var under det sena 1800-talet ett av Stockholms största, och det pågick sedan 1850-talet en diskussion om att dela upp församlingen i mindre delar. Ärendet togs upp den 2 maj 1899 i Adolf Fredriks kyrkostämma, men frågan bordlades. Parallellt med frågan om församlingens eventuella delning uppstartade man dock arbetet med att hitta platser för nya kyrkobyggnader. Vid ett sammanträde i kyrkorådet inom Adolf Fredrik den 6 april 1900 lades ett förslag fram om att två kapell borde byggas i de fattigare arbetarkvarteren, som en del borde dessa kapell ha en större kyrksal i bottenvåningen där man kunde hålla nattvardsbjudningar, föräldramöten och ungdomsmöten. Förslaget innehöll även läsesal med bibliotek för arbetare, samt pastorsexpedition. Ett program för detta togs fram av byggmästaren Gustaf Sällström och man valde ut Kvarteret Midgård och hörnet av Vanadisvägen och Dalagatan. Sällströms plan kom inte att utföras, men tomten fick man via Stockholms stads drätselnämnd den 18 mars 1901.
Eftersom Sällströms ritningar inte användes, beslöt församlingen den 30 november 1900 att engagera arkitekten Erik Lallerstedt, och att han skulle ta fram nya skisser och planer för kapellet. Dessa blev klara under januari 1901. Ritningarna godkändes av Kungl. Maj:t den 12 juli 1901. Kyrkan stod klar 1903. Delningen av Adolf Fredrik skedde slutligen 1906, varför kapellet uppgraderades till församlingskyrka.
Matteuskapellet som det hette från början invigdes den 29 november 1903, som var första advent, av ärkebiskop Johan August Ekman.

## Kyrkobyggnaden
Kyrkan ritades av arkitekt Erik Lallerstedt och uppfördes av byggmästaren Alfred Johansson, som den 7 december 1901 åtog sig att uppföra kapellet efter Lallerstedt ritningar till en totalkostnad om 168 750 kronor. Kyrkan ligger ungefär i en nord-sydlig riktning, och är uppförd som en hallkyrka med kyrktorn. Kyrkan kan sägas vara i jugendstil med drag av nygotik. Där jugendformen är i den svenska variant som främst företräddes av Ferdinand Boberg.
Byggnaden delar stildrag med Sankt Peters kyrka, uppförd 1900-1901, på Upplandsgatan i Stockholm, som också är ritad av Lallerstedt.

### Exteriör
Byggnaden vilar på en sockel i granit, delar av första våningen och hela den västra fasaden är klädd med släthuggen kalksten. I norr mot Vanadisvägen reser sig en hög putsad gavel med ett rosettfönster, där spröjsen är av kalksten och huggen dekor i form av rosor. Trappan upp till huvudentrén är i granit, medan själva huvudportalen är i huggen kalksten och rikt dekorerad. Västfasaden mot Dalagatan har dels ett åttkantigt torn ovan huvudentrén, samt fönster i tre nivåer. Fasaden har även strävpelare, samt avslutas i söder med det höga kyrktornet. Tornet har en bottenvåning kläds med kalksten, samt över denna är tornet putsat och kröns av en tornhuv i koppar.
Den södra och östra fasaden har spritputsade bottenvåningar  och slätputsade ytor ovan dessa. Den östra sidoskeppet byggdes 1923-1924 för att utöka kyrkans sittplatser, även koret förlängdes vid detta tillfälle något åt söder. Lallerstedt ansvarade även för denna ombyggnad.

### Interiör
Från huvudentrén leder en trappa av kalksten upp till en vestibul, väggarna och kryssvalven är vitkalkade. Fönstren har alla spröjsade träbågar. Från vestibulen når man kyrkorummet, samt trappan till kyrkläktaren. Själva kyrkorummet är treskeppigt, där mittskeppet avgränsas från sidoskeppen av tre rundbågiga valv som vilar på kolonner av kalksten. Kolonnernas kapitäl är delvis förgyllda och har huggna kerubhuvuden. De östra pelarna tillkom vid utbyggnaden 1923, men gjordes lika med de ursprungliga mot det västra sidoskeppet. Pelarna är huggna av Lenna stenhuggeri.
Golvet är belagt med slipad kalksten i gångarna, samt linoleum i bänkkvarteren. Samtliga väggar är putsade och målade. Taket har öppna takstolar med infällda kassetter målade i grått och rött med förgyllda lister. Konsolerna för taket har utsnidade änglar utförda 1902-1903 av Sundström & Mellin. Kassetterna i taket tillkom vid ombyggnaden 1923-24, och den dekorativa målningen utfördes av Filip Månsson. Fönstren har träbågar även här, med blyinfattat tonat glas.
Koret nås via en trappa i kalksten, och det är smalare än långhuset och rakt avslutat i söder. Samtliga vägg och valvmålningar har figurscener utförda av Olle Hjortzberg, medan de dekorativa är utförda av Filip Månsson. Triumfbågen på korväggen är utförd av Hjortzberg. Enligt en skrivelse från Hjortzberg till kyrkorådet är målningarna i koret inspirerade av medeltida kyrkmålningar i Uppland. Kyrkofönstret i söder har en glasmålning i form av Jesu uppståndelse som är utförd efter en skiss av Hjortzberg.

### Bilder

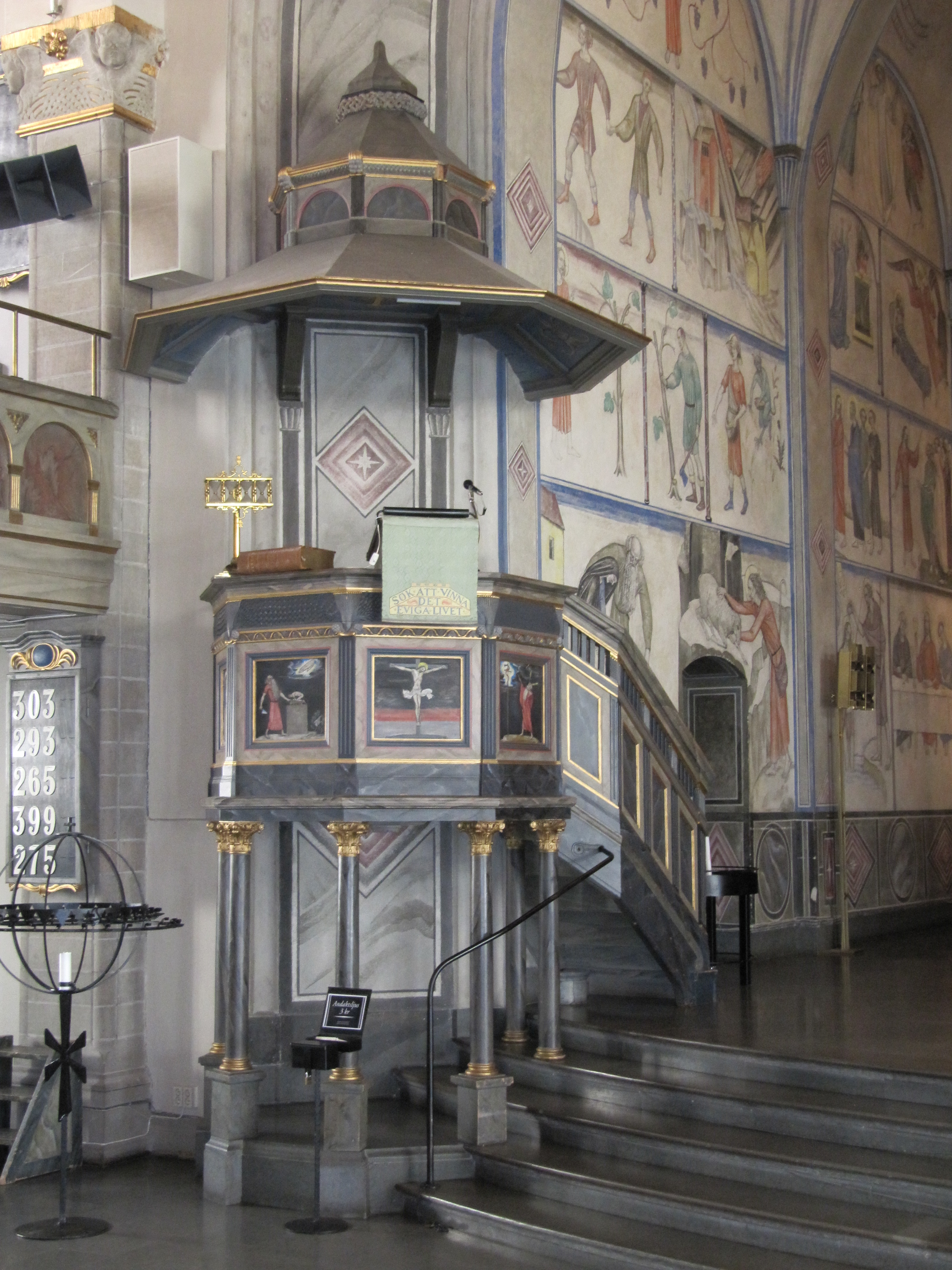
Predikstolen av Erik Lallerstedt
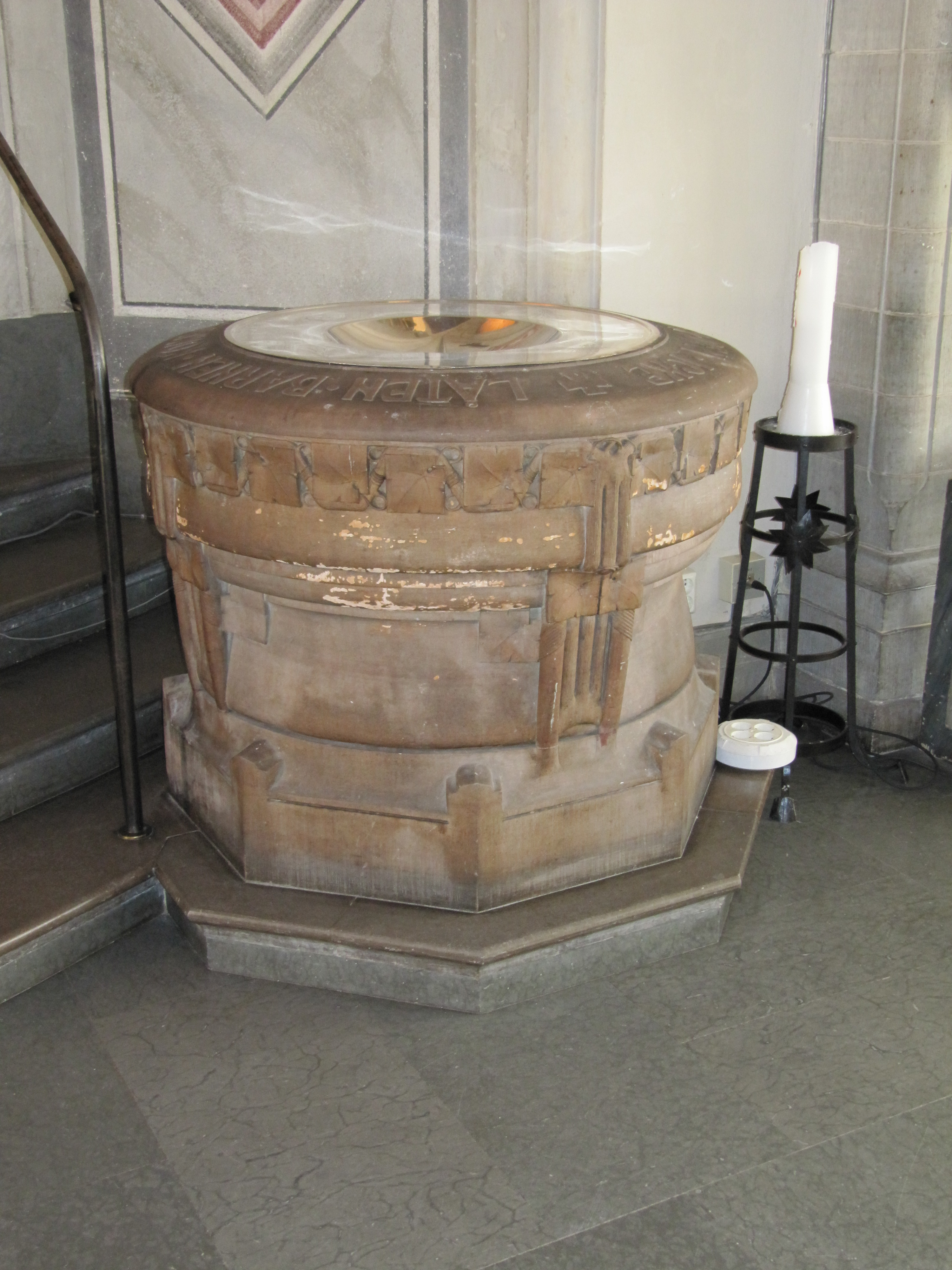
Dopfunten
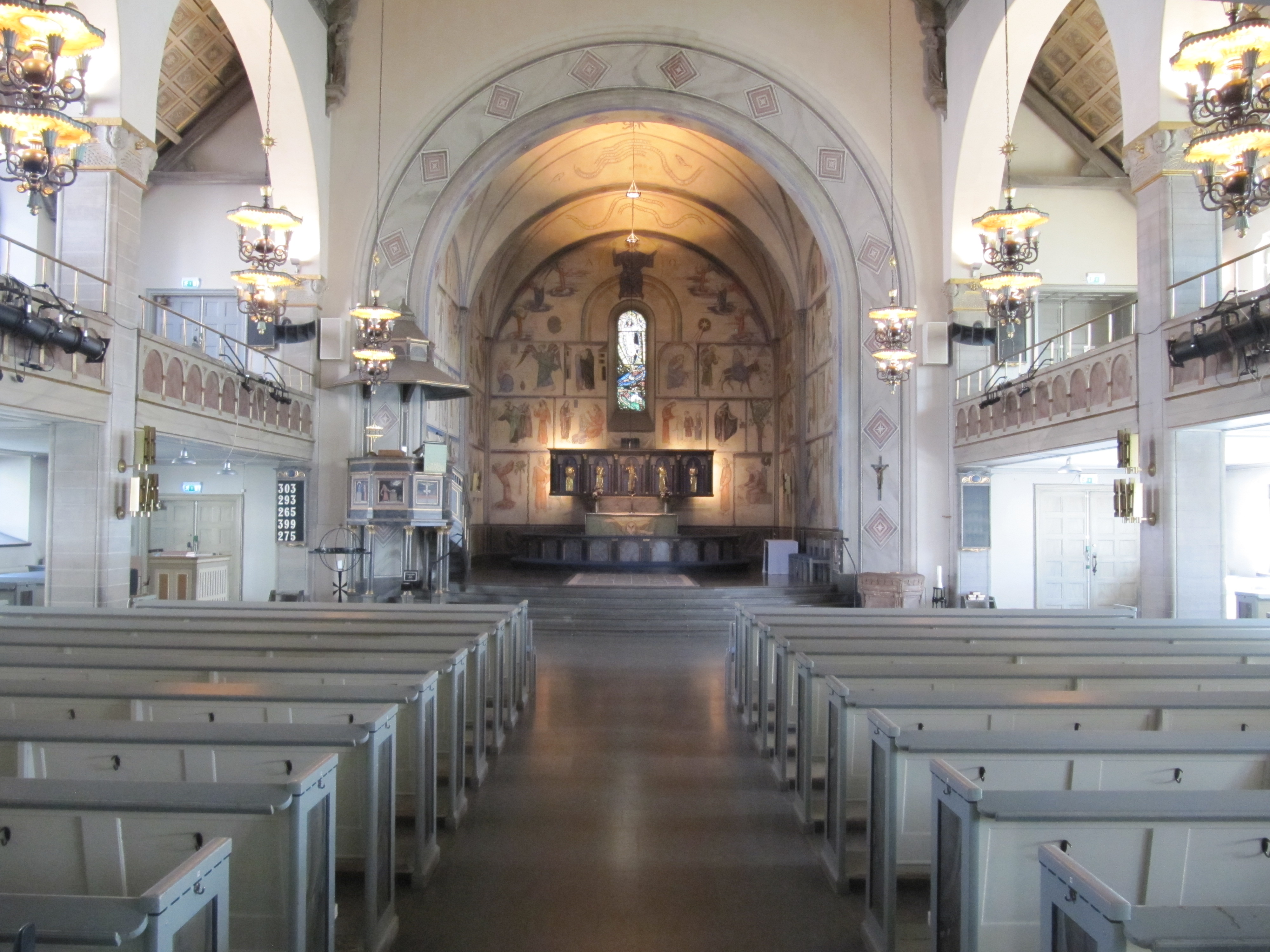
Kyrkgången med koret i fonden
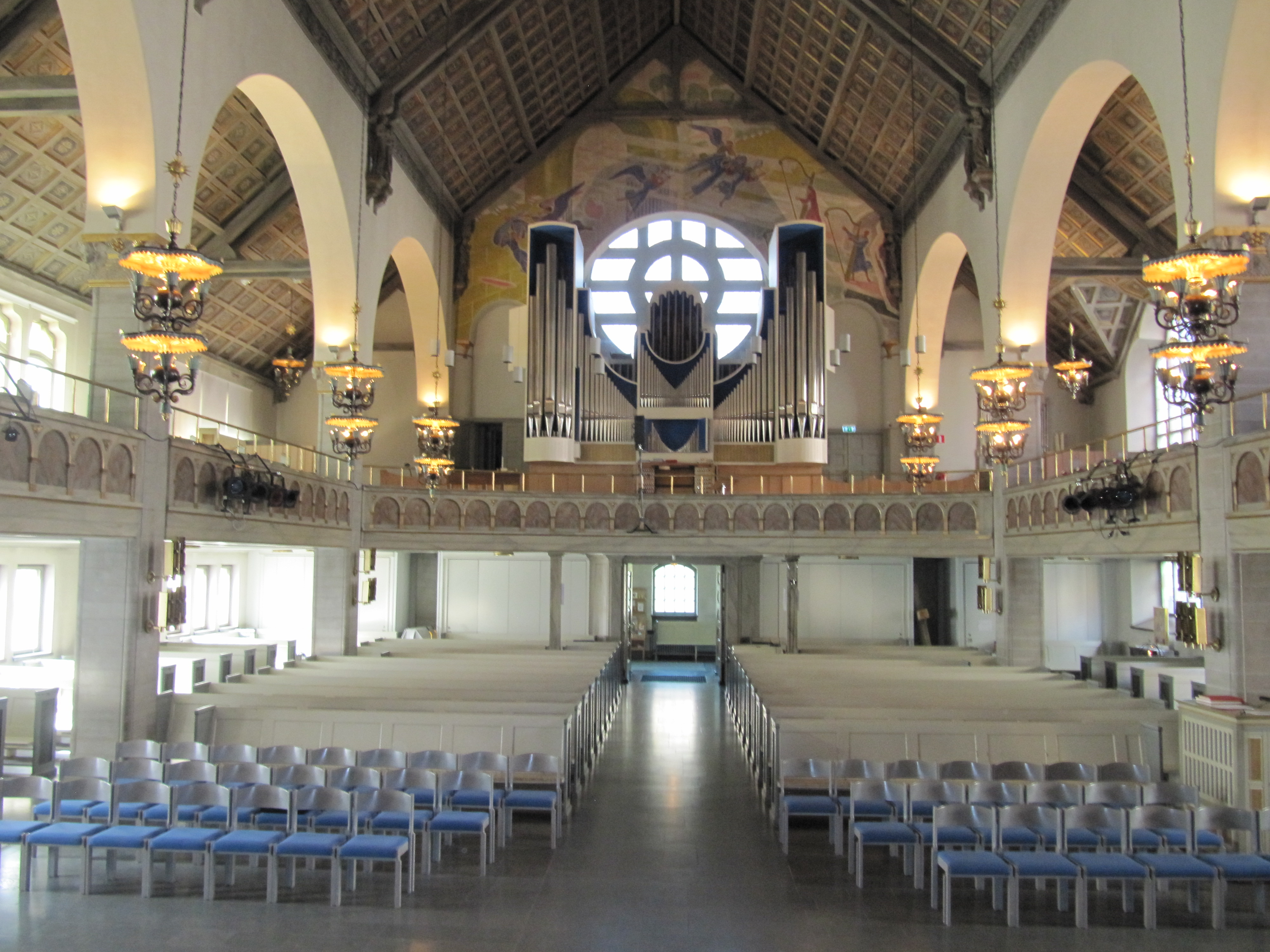
Kyrkgången med läktaren och orgeln i fonden
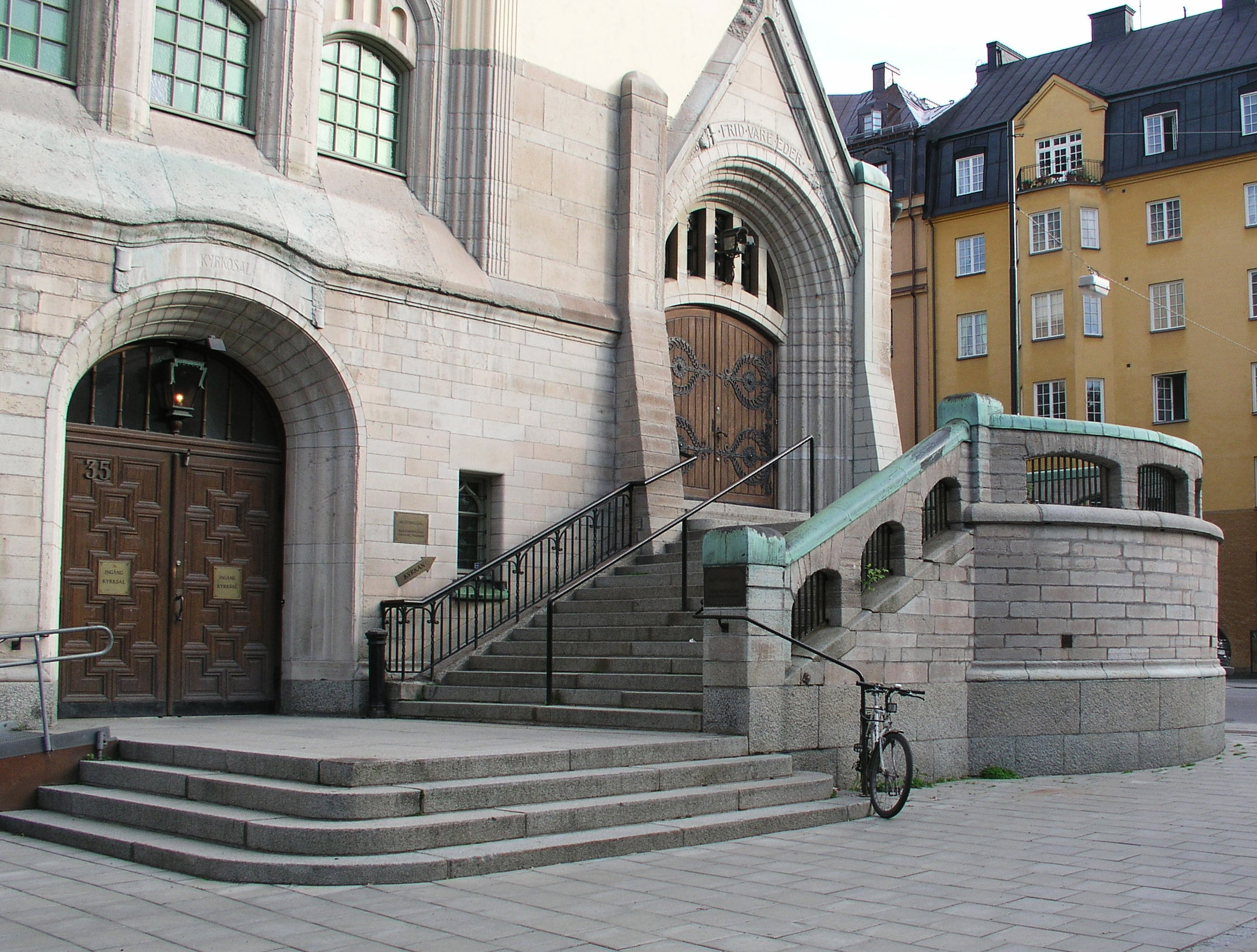
Huvudentrén med trappan
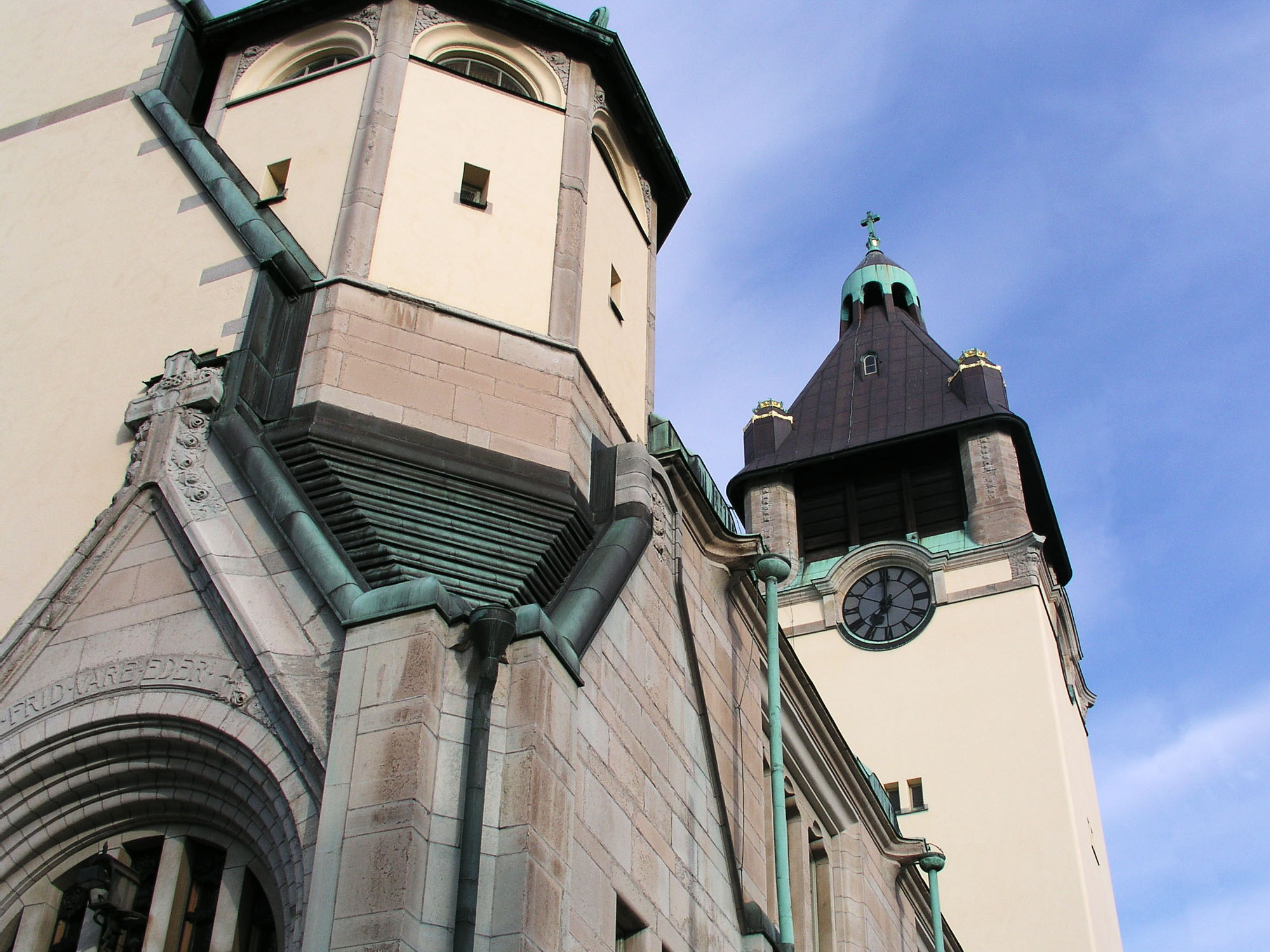
Åttakantiga hängtornet samt kyrktornet

## Inventarier
- Predikstolen öster om koret är av trä och står på en plattform av kalksten, den ritades av Lallerstedt. Predikstolen står på kolonner med skaft marmorerade i grått med förgyllda baser och kapitäl. Själva korgen är marmorerad i gråsvart och gulgrått med detaljer i guld. På kortsidorna finns figurscener av Olle Hjortzberg, vilka från vänster visar: Melkisedeks offer, Isaks offrande, Jesu lidande och död och Kopparormen. Färgerna i scenerna är kraftigt rött och blått mot mörk bakgrund. Dekoren är målad av Filip Månsson. Ljudtaket ovan pryds av en lanterninliknandne påbyggnad. Predikstolen utfördes 1903, men underdelen byttes 1924 till nuvarande med kolonner.
- Dopfunten väster om koret är av kalksten är också ritad av Lallerstedt med en stiliserad murgrönsranka inhuggen på utsidan. På ovansidan finns en huggen skrift runt kanten Låten barnen komma till mig och förmenen dem det icke. Utfördes 1904
- Altaret har en slipad kalkstensskiva och altarprydnaden från 1924 är av trä med skulpturer av Jesus och evangelisterna är utförda av Ivar Johansson.
- Altarringen av trä och indelad med pilastrar marmorerat i grått med kapitäl av guld och kolonner i rött. Utförd 1924 vid Nordiska Kompaniets verkstäder och dekor av Filip Månsson.
- Ljuskronor och lampetter är utförda 1924 och är av patinerad och förgylld brons. De tillverkades vid Herman Bergman Konstgjuteri och är skapade av Wolter Gahn.
- Kandelabrar - två stycken sjuarmade av silver på kolonnformigt skaft på kvadratisk platta. Tillverkade hos Guldsmedsaktiebolaget 1915. Bär en inskrift: Gåva av S:t Matteus ungdomsförening 19 10/10 15.
- Nattvardskärl finns i två olika uppsättningar. Den ena uppsättningen är skänkt 1903 av Johan Helmer Dufva och är i nysilver, den består av kalk, paten, vinkanna och oblatask. Den andra från 1913 består av samma typ av föremål alla i förgyllt silver med rik dekor i gravyr och relief. Den skänktes av Henrik Sandberg och dennes hustru den 31 augusti 1915.
- Sockenbudstyg av förgyllt silver bestående av kalk, paten, oblatask samt vinflaska av glas med silverpropp. Tillverkad 1906 av CG Hallbergs.
- Ljusstakar - sju stycken i silver, formgivna av Olle Hjortzberg. De kolonnformade skaften är prydda med kristna symboler såsom kors, fiskar, kristogram, Guds lamm, etc. Tillverkade 1926 av Guldsmeds AB i Stockholm.

### Klockor
Kyrkan har två kyrkklockor gjutna vid Johan A. Beckman & Co i Stockholm 1903. Klockorna är utformade efter ritningar av Lallerstedt. Storklockan har en höjd av 130 cm och en diameter om 136 cm. Lillklockan har en höjd och en diameter om 110 cm.

## Orglar
Kyrkans första huvudorgel byggdes ursprungligen 1903 av Åkerman & Lund Orgelbyggeri, men denna orgel byttes 1924 och ersattes av en ny 1924 av samma firma. Denna nya orgel utökades med sju stämmer av Åkerman & Lund 1945. Orgelfasaden bestod av en pipvägg, där piporna hölls samman av profilerade ramar. Fasadens mittparti pryddes av två hermpilastrar med snidade och förgyllda kerubhuvuden. Ramverket var marmorerat i mörkgrått med förgyllda detaljer. Den skapades 1924, men bevarade delar från den ursprungliga orgelfasaden från 1903. Fasaden byggdes av Nordiska Kompaniets verkstäder och målades av Filip Månsson. Det gamla spelbordet är bevarat och finns nu i Asmundtorps kyrka, Skåne.
Dagens orgel tillkom 1972 och byggdes av Marcussen & Søn, med totalt st 52 stämmor. Själva fasaden har synliga pipor och ett ramverk i vitt med detaljer i blått. Orgeln renoverades senast 2018-2019 av Åkerman & Lund Orgelbyggeri vilket innefattade tillkomsten av Principal 16' i huvudverket samt en omdisposition och omintonation av piporna.
Disposition:
| Positiv (I) (C-a3)  | Huvudverk (II) (C-a3) | Svällverk (III) (C-a3) | Bröstverk (IV) (C-a3) | Pedal (C-f1)          | Koppel |
| ------------------- | --------------------- | ---------------------- | --------------------- | --------------------- | ------ |
| Kvintadena 8'       | Principal 16'         | Borduna 16' (1924)     | Gedackt 8'            | Untersatz 32'         | I/II   |
| Rörflöjt 8'         | Principal 8'          | Principal 8'           | Rörflöjt 4'           | Principal 16'         | III/II |
| Principal 4'        | Flute Harmonique 8'   | Gedackt 8'             | Principal 2'          | Subbas 16'            | IV/II  |
| Koppelflöjt 4'      | Gamba 8'              | Fugara 8' (1924)       | Sifflöjt 1'           | Gedackt 16' (transm.) | IV/III |
| Waldflöjt 2'        | Traversflöjt 8'       | Voix céleste 8' (1924) | Klockcymbel 2 chor    | Gedackt 8'            | II/P   |
| Nasat 1 1/3'        | Oktava 4'             | Oktava 4'              | Vox humana 8'         | Oktava 8'             | I/P    |
| Sesquialtera 2 chor | Oktava 2'             | Hålflöjt 4'            | Tremulant             | Oktava 4'             | I 4'/P |
| Mixtur              | Cornett               | Salicet 4' (1924)      |                       | Nachthorn 2'          | III/P  |
| Krumhorn 8'         | Mixtur                | Kvinta 2 2/3'          |                       | Mixtur                | IV/P   |
| Tremulant           | Dulcian16'            | Svegel 2'              |                       | Basun 16'             |        |
|                     | Trumpet 8'            | Ters 1 3/5'            |                       | Trumpet 8'            |        |
|                     |                       | Mixtur                 |                       | Trumpet 4'            |        |
|                     |                       | Oboe 8'                |                       |                       |        |
|                     |                       | Trumpet 8'             |                       |                       |        |
|                     |                       | Clairon 4'             |                       |                       |        |
|                     |                       | Tremulant              |                       |                       |        |

Under den västra läktaren står en kororgel med fyra stämmor från Åkerman & Lund från 1986.

### Diskografi
Inspelningar av musik framförd på kyrkans orglar.
- Fåglarna och källorna / Berg, Bengt, orgel. SACD. Proprius Music PRSACD 7742. 2006. Inspelad 1974.
- Bach, Franck, Guilmant, Mendelssohn, Sjöblom / Frisk, Anders, orgel ; S:t Matteus symfoniorkester ; Julin, Gunnar, dirigent. CD. S:t Matteus församling Nummer saknas. 2006.
- Orgelliv : sju sekel i Stockholms stifts kyrkor / redaktör: Christina Nilsson ; foto: Magnus Aronson, Mats Åsman. Stockholm: Kulturhistoriska bokförlaget. 2012. Libris 13609452. ISBN 978-91-87151-04-0 - Innehåller CD med musik på kyrkans orgel framförd av Anders Frisk.
- Psalmer och andliga sånger / Lamberth, Arne, trumpet ; Nilsson, Einar, orgel. LP. Polar POLS 218. 1969.
- Siegfried Naumann : orgelverk / Lundkvist, Erik, orgel ; Liljequist, Björn, slagverk. LP. Caprice CAP 1175. 1981. Inspelad 1980.
- Toccata / Berg, Bengt, orgel. LP. Proprius PROP 7737. 1974.